# Leptokarya (Ioannina)
Leptokarya (griechisch Λεπτοκαρυά (f. sg.)) ist ein Dorf der Gemeinde Zagori in der griechischen Region Epirus. Gleichzeitig bildet es eine Ortsgemeinschaft.
Die Ortsgemeinschaft Leptokarya erstreckt sich auf 32,128 km² im Südosten des Gemeindebezirks Tymfi und grenzt an den Gemeindebezirk Anatoliki Zagori an. Das Dorf Leptokarya liegt auf 1000 m über dem Meer an der Straße zwischen Frangades und Doliani.
Unter seiner ehemaligen Bezeichnung Liaskovetsi wurde 1919 die Landgemeinde (Κοινότητα Λιασκοβετσιου) gegründet. 1927 erfolgte die Umbenennung in Leptokarya. Nach der Gemeindereform 1997 wurde Leptokarya mit weiteren 11 Landgemeinden zur Gemeinde Tymfi fusioniert.  Diese wiederum ging anlässlich der Verwaltungsreform 2010 als Gemeindebezirk in der Gemeinde Zagori auf. Seither hat Leptokarya den Status einer Ortsgemeinschaft.